# Limnophila (Limnophila) dictyoptera
Limnophila (Limnophila) dictyoptera is een tweevleugelige uit de familie steltmuggen (Limoniidae). De soort komt voor in het Neotropisch gebied.